# Med stövlarna på och andra berättelser
Med stövlarna på och andra berättelser är en novellsamling av Klas Östergren från 1997 på Albert Bonniers Förlag.
Novellen Veranda för en tenor filmatiserades 1998 i regi av Lisa Ohlin och med bland andra Johan H:son Kjellgren, Krister Henriksson och Lena B. Eriksson i rollerna. Ohlin och Östergren skrev tillsammans filmmanuset och filmen möttes av genomgående positiva recensioner. Henriksson belönades med en Guldbagge för bästa manliga huvudroll och Östergren nominerades till samma pris i kategorin bästa manus.
Även berättelsen Röd jul filmatiserades 2001 i regi av Linus Tunström och med bland andra Harald Lönnbro, Amanda Ooms och Nils Moritz i rollerna.

## Innehållsförteckning
Med blottat huvud
Novellen skildrar en ung man som reser till Paris. Hans sjuke far önskar sig en basker i julklapp och väl i Paris besöker sonen en hattaffär. Ägaren visar sig vara en otrevlig figur och uppträder så hotfullt att huvudpersonen tvingas fly butiken bakvägen. På vägen ut skadar han sig vid ett fall och börjar blöda ymnigt. En ung kvinna hjälper honom till en doktor och huvudpersonen fattar tyckte för henne. Efter läkarbesöket fortsätter de att träffas och kvinnan föreslår då att de ska dela på bytet (hon trodde att huvudpersonen rånat affärsinnehavaren). De skiljs åt.
Huvudpersonen köper en basker på ett varuhus och reser tillbaka till Sverige till jul. Fadern får baskern som trots att den är för stor ger honom en inre frid.
Röd jul
Novellen utspelar sig i Stockholm på 1970-talet och handlar om en man som för att betala av en skuld hjälper sin vän Argus att sälja granar kring juletid. Bonnie, en överklasskvinna, köper en gran av honom och han hjälper henne att transportera den hem. Det ska visa sig att hon har äktenskapsproblem och han blir kvar i hennes lägenhet längre än väntat. Han återvänder till slut hem i den kalla natten. Han kan dock inte sluta tänka på henne och en tid senare besöker han henne igen, men då är hon avvisande och de skiljs åt för att aldrig mer träffas igen.
Veranda för en tenor
En författare stöter ihop med sin barndomsvän, skådespelaren Hoffman, på en bar. Hoffman avslöjar att han är döende och förklarar att han i sin sista roll vill spela Henning i Veranda för en tenor, en pjäs skriven av författaren. Under inspelningen dör Hoffman.
Novellen publicerades först i tidskriften Filmkonst (1996, nummer 44).
Med stövlarna på
Novellen handlar om ett namnlöst berättarjag som besöker sin mor för att äta kåldolmar. I porten träffar han Hakan, en gång en fager rörmockare, men som genom en gasolycka fått sin käke bortsliten och därför fått ett vanställt ansikte. Hakan är numera sjukpensionär och sysselsätter sig genom att skrämma människor.
Besöket hos modern väcker minnen till liv och berättarjaget börjar att återge sin barndom. Han berättar om sin avlidne far och dennes bröder. Han berättar också om sina barndomskamrater, om Ole-Dole som var en mästare på att spotta (så till den grad att han bland annat krossade ett skyltfönster och gav en katt hjärnskakning) och om Ole-Doles bror Kinkel-Arne som dödades i en cykelolycka. Han berättar vidare om en prostituerad kvinna som bodde på nedre botten i samma port och hur man kunde klättra upp i ett pilträd på gården och titta in i hennes lägenhet när herrarna kom på besök.
Mor och son befinner sig i moderns kök. Sonen har supit sig full på whisky och modern gråter. Läsaren får veta att sonen ska skilja sig från sin fru och modern tycker att han borde gift sig med "någon av vår sort". Novellen avslutas med att berättarjaget konstaterar att han har stövlarna på och om han tog av sig dem nu så skulle han aldrig få på sig dem igen.
Vardagkväll före sekelskiftet
Novellen utspelar sig en regnig höstkväll i Stockholm. En författare, som tidigare bott i staden, är där på tillfälligt besök. Han har olika ärenden: möte med sin före detta fru, möte med en förläggare, möte med en teaterchef och en litterär afton på en krog, där han ska läsa ur en av sina böcker.

## Utgåvor
- Östergren, Klas (1997). Med stövlarna på och andra berättelser. Stockholm: Bonnier. Libris 7149765. ISBN 91-0-056535-0
- Östergren, Klas (1997) (på obestämt språk). Med stövlarna på och andra berättelser. Lund: Btj. Libris 11551436
- Östergren, Klas (1998). Med stövlarna på och andra berättelser. Månpocket, 99-0184541-6 ([Ny utg.]). Stockholm: Månpocket. Libris 7655124. ISBN 91-7643-440-0
- Östergren, Klas (2003). Med stövlarna på och andra berättelser [Elektronisk resurs]. Stockholm: Bonnier. Libris 9531447. ISBN 91-0-057593-3
- Östergren, Klas (2005). Röd jul. Stockholm: Bonnier Audio. Libris 9929870. ISBN 91-7953-346-9
- Östergren, Klas (2009). Med stövlarna på och andra berättelser. Lund: Btj. Libris 12610672